# Softly, as in a Morning Sunrise
Pour les articles homonymes, voir Sunrise.
Clip vidéo
[vidéo] « The New Moon - Softly as in a Morning Sunrise (opérette) », sur YouTube
[vidéo] « Artie Shaw - Softly, As In A Morning Sunrise (swing-jazz) », sur YouTube
Softly, as in a Morning Sunrise (Doucement, comme dans un lever de soleil en anglais) est une chanson d'amour romantique d’opérette, composée par Sigmund Romberg sur un texte d'Oscar Hammerstein II, pour leur opérette à succès de l’âge d’or de Broadway The New Moon (en) de 1928,. Sa reprise en particulier par Artie Shaw en version bigband swing-jazz de 1938, chez Bluebird Records, en fait un des nombreux standards de jazz à succès des années 1940.

## Historique
La première de la comédie romantique The New Moon (en) a lieu le 19 septembre 1928 à l'Imperial Theatre de Broadway, de Manhattan à New York. Cette chanson d'amour romantique y est interprétée par le ténor Robert Halliday, avec entre autres titre Lover, Come Back to Me « Doucement comme dans un lever de soleil, la lumière de l'amour vient voler, dans un jour nouveau-né, avec tout l'éclat du soleil levant, un baiser brûlant est scellé… ».
L'opérette est un important succès de l’âge d’or de Broadway, et la Metro-Goldwyn-Mayer (MGM) en produit alors une adaptation pour le cinéma : New Moon (en) de 1930, suivie du remake L'Île des amours de 1940, avec Nelson Eddy et Jeanette MacDonald.
The New Moon est la dernière opérette composée par Sigmund Romberg, avant qu'il ne parte s'installer à Hollywood. The New Moon a été recrée plusieurs fois à Broadway, pour la dernière fois en 2004.

## À propos de la chanson
La version originale est un tango langoureux. Les paroles de Softly, as in a Morning Sunrise comparent le début d'un amour à un lever de soleil (morning sunrise), en laissant entendre que cet amour pourrait finir un jour,

## Analyse

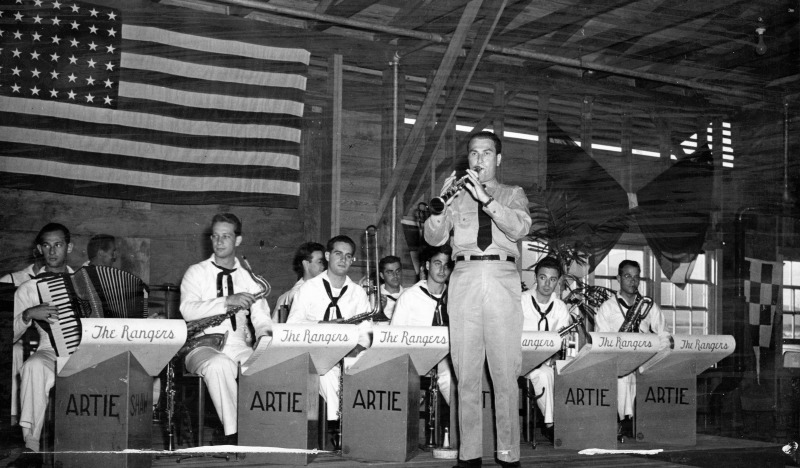
Artie Shaw et son big band swing-jazz en 1943

Si la version originale est en ré mineur, le morceau est aujourd'hui le plus souvent joué en do mineur,.
On y trouve de nombreux enchaînements d'accords II-V-I mineur. Dans le pont, on trouve des accords diatoniques enchaînés par des accords de passage diminués.
Le morceau est souvent approché d'une façon modale, comme on peut l'entendre sur la version de John Coltrane (album Live at the Village Vanguard de 1961).

## Démarquages
On trouve plusieurs démarquages (réutilisation de la progression harmonique) du morceau :
- Hank Mobley : Infra-Rae
- Mike Stern : One Liners
- Johnny Smith : Walk, Don't Run

## Reprises et adaptations
Cette chanson d'opérette et de jazz est reprise et adaptée par de nombreux interprètes, dont :

### Versions instrumentales
- Nathaniel Shilkret et le Victor Orchestra (Franklyn Baur : chant), premier enregistrement à succès en 1928[9],[10]
- Artie Shaw a popularisé la composition avec son enregistrement en 1938[11],[12]
- Modern Jazz Quartet - Concorde (1955), The Last Concert (1975, ressorti sous le titre The Complete Last Concert en 1988)[13],[14]
- Sonny Clark – Sonny Clark Trio (1957)[11]
- Sonny Rollins – A Night at the Village Vanguard (1958)[11]
- Vince Guaraldi – A Flower Is a Lovesome Thing  (1958)
- Wynton Kelly - Kelly Blue (1959)
- Art Pepper – Essential Standards (1960)[5]
- Bobby Timmons Trio – The Bobby Timmons Trio in Person: Recorded Live at the Village Vanguard (1961)[5]
- John Coltrane – Live at the Village Vanguard (1961)[5]
- Ron Carter – Where? (1961)
- Miles Davis – Miles Davis at The Blackhawk, San Francisco (1961)
- Eric Dolphy – The Illinois Concert (en) (1963)
- Larry Young – Unity (1965)[11]
- Takeshi Terauchi & Bunnys – The World Is Waiting for Terry (1967)
- Hampton Hawes Trio — Autumn Leaves In Paris (1968)
- Jim Hall et Ron Carter - Alone Together (1972)[5]
- Chet Baker – Chet Baker - Wolfgang Lackerschmid – Ballads For Two (1979)
- John Scofield – Live (1977)
- Freddie Hubbard – Above & Beyond (1982)[11]
- Dorothy Ashby – Django/Misty (1984)
- Jay Jay Johnson – Things Are Getting Better All the Time  (1984)
- Emily Remler – East to Wes (1988)
- Dave Weckl – Master Plan (1990)[15]
- Don Braden – The Time is Now (1991)
- Marc Ribot – Yo! I Killed Your God (1992–1994)
- Biréli Lagrène – Standards (1992) ; Live in Marciac (1994)
- Martial Solal – Balade du 10 mars (1999) ; NY-1: Live at the Village Vanguard (2001)
- Kenny Barron et Regina Carter – Freefall (2001)
- George Benson – Irreplaceable (2004)[5]
- Ellis Marsalis Jr. – On the First Occasion (2004)
- Hiromi Uehara – Beyond Standard (2008)

### Versions vocales
- June Christy – Something Cool (1955)[5]
- Bing Crosby – New Tricks (1957)
- Helen Merrill – The Nearness of You (1957)
- Bobby Darin – That's All (1959)
- Abbey Lincoln – Abbey Is Blue (1959)[12]
- Scatman John – John Larkin (1986), également sur la compilation Listen to the Scatman (2001)
- Dianne Reeves – I Remember (1991)
- Doreen Shaffer – Groovin’ with the Moon Invaders (2009)

## Au cinéma, musique de film
- 1930 : New Moon (en), de Jack Conway.
- 1940 : L'Île des amours, de Robert Z. Leonard, avec Nelson Eddy et Jeanette MacDonald[5].
- 1954 : Au fond de mon cœur, de Stanley Donen[16]